# Rumpfladung
Unter der Rumpfladung eines Atoms versteht man die verbliebene elektrische Ladung, wenn man aus einem Atom die Valenzelektronen vollständig entfernt hat.
Beispiel: Die Rumpfladung von Kohlenstoff beträgt 4. Entfernt man alle Valenzelektronen, verbleibt C4+.
Die Elektronegativität wächst mit zunehmender Rumpfladung und abnehmender Rumpfgröße.